# Hemp Body Car
A Hemp Body Car, ou Soybean Car é um protótipo de carro desenhado por Henry Ford e concluído em 1941. A sua peculiaridade era de ser plenamente realizado com um material plástico produzido a partir de cânhamo, e alimentado por etanol de cânhamo: o combustível era refinado a partir das sementes da planta.

## História
"Why use up the forests which were centuries in the making and the mines which required ages to lay down, if we can get the equivalent of forest and mineral products in the annual growth of the hemp fields?"— Henry Ford
"Por que utilizar as florestas que demoram séculos para crescer, e as minas que necessitam eras para se estabelecer, se nós podemos conseguir uma produção equivalente á das florestas e das minas com o crescimento anual dos cultivos de cânhamo?"
Combinando uma paixão pela natureza a um potencial reconhecido como empreendedor, Ford queria criar um carro que surgiu da terra. Neste projeto pegou seus melhores engenheiros, que após 12 anos de pesquisa deu forma concreta ao carro mais ecológico, cujo impacto poluente era zero.